# 道の駅八幡浜みなっと
道の駅八幡浜みなっと（みちのえき やわたはまみなっと）は、愛媛県八幡浜市にある主要地方道八幡浜港線の道の駅である。みなとオアシス八幡浜みなっととしてみなとオアシスを同一施設で運営している。別名道の駅 みなとオアシス 八幡浜 みなっと。
2020年東京オリンピックの聖火リレーでセレブレーション会場となった、聖火ランナーは公募により1万人程度が選ばれた、聖火リレーについて、組織委員会はスポンサー企業4社と各都道府県実行委員会が行ったランナー公募に延べ53万5717件の応募があったと発表した。
ここから眺める「向灘の段々畑」は四国八十八景51番に選定されている。

## 主な施設
- 駐車場
  - 普通車：187台
  - 大型車：3台
  - 身障者用：5台
- トイレ（いずれも24時間利用可能）
  - 男：13器
  - 女：12器
  - 身障者用：2器
- 公衆電話
- 飲食施設 ※営業時間は、8:00 - 21:00
- 地域特産品販売所
- アゴラマルシェ
- どーや市場
- みなと交流館（観光案内所、多目的ホール、会議室）：9:00 - 21:30

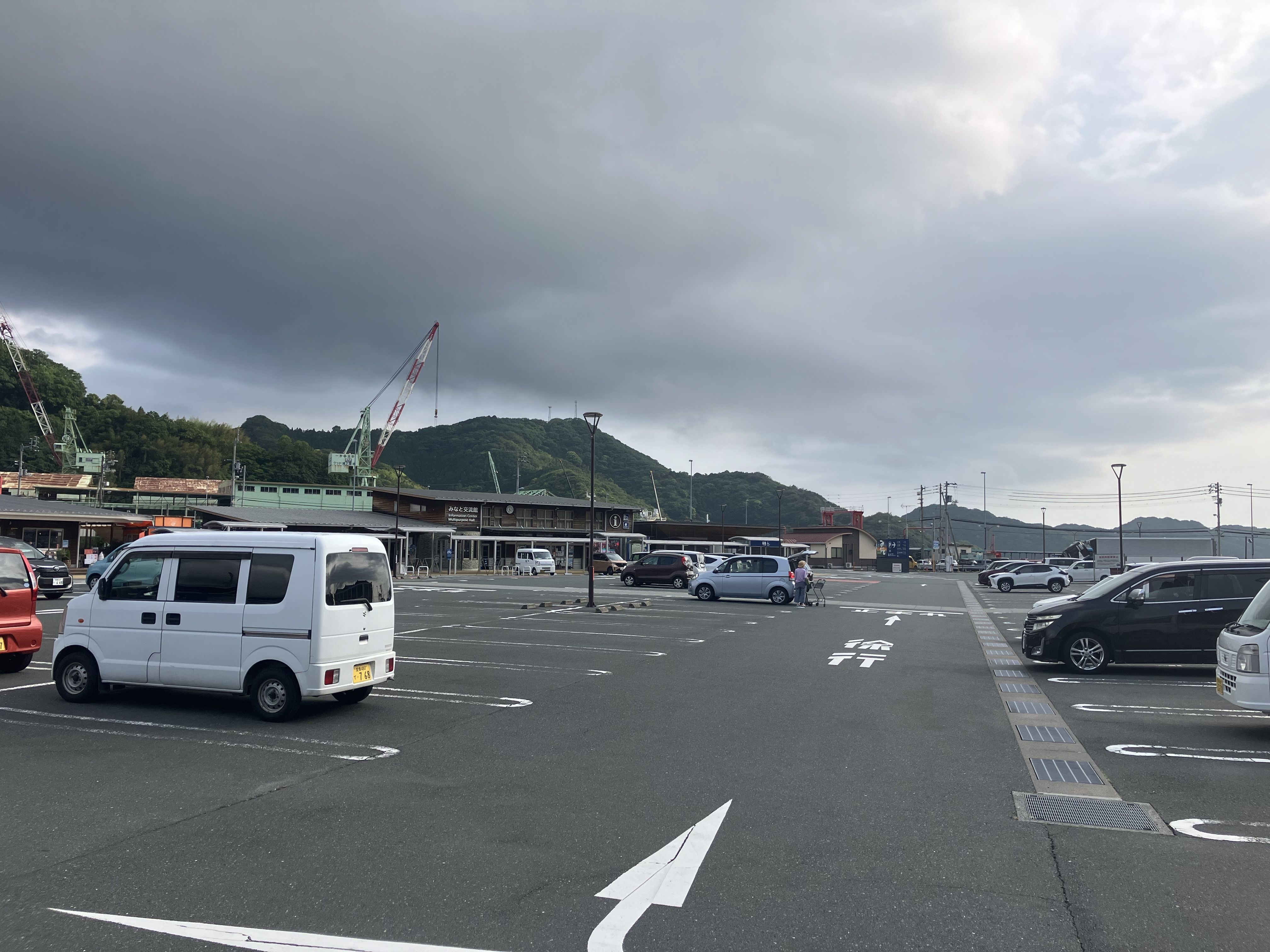
みなっと内にあるみなと交流館（2025年5月）
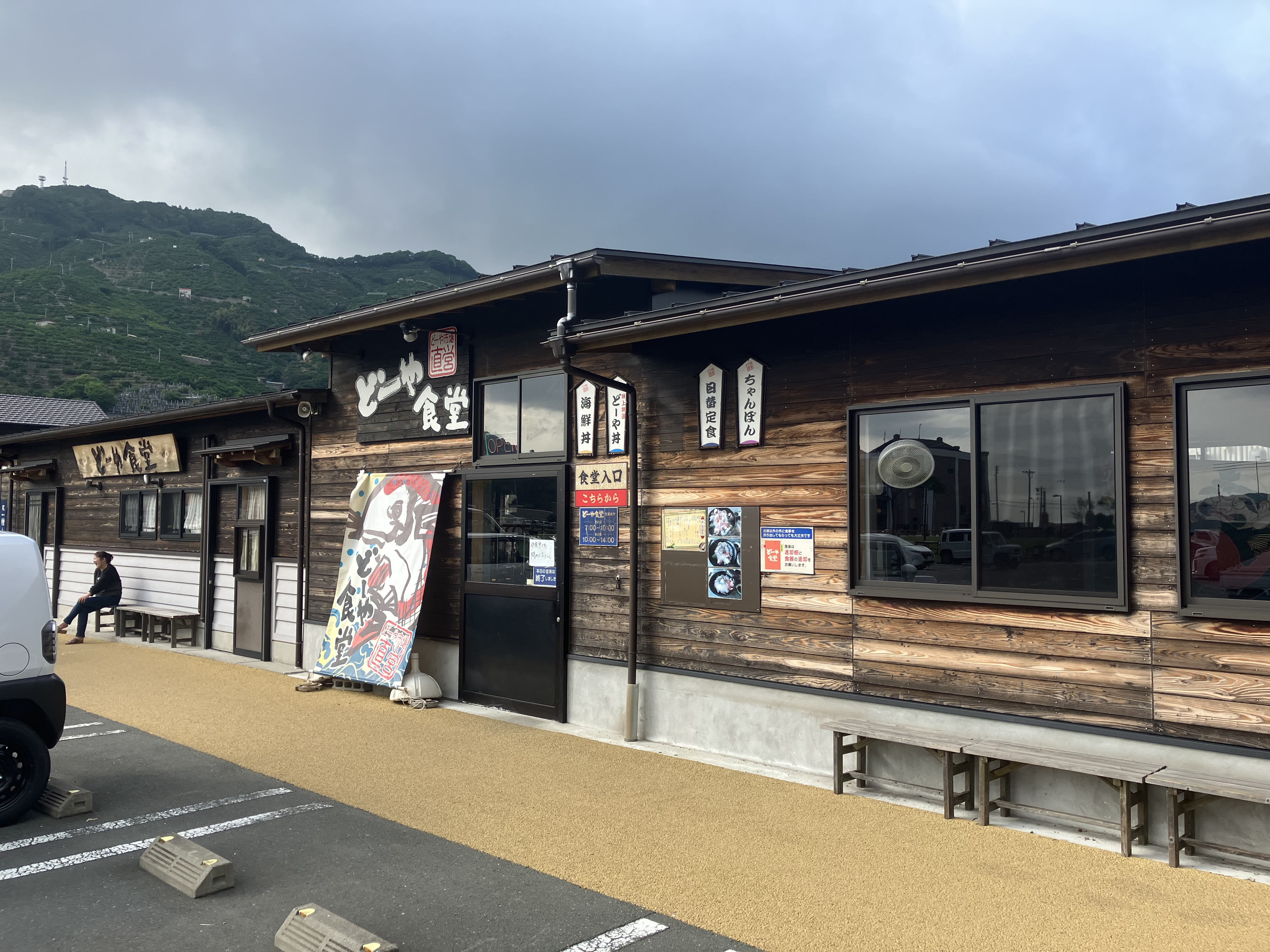
どーや食堂（2025年5月）
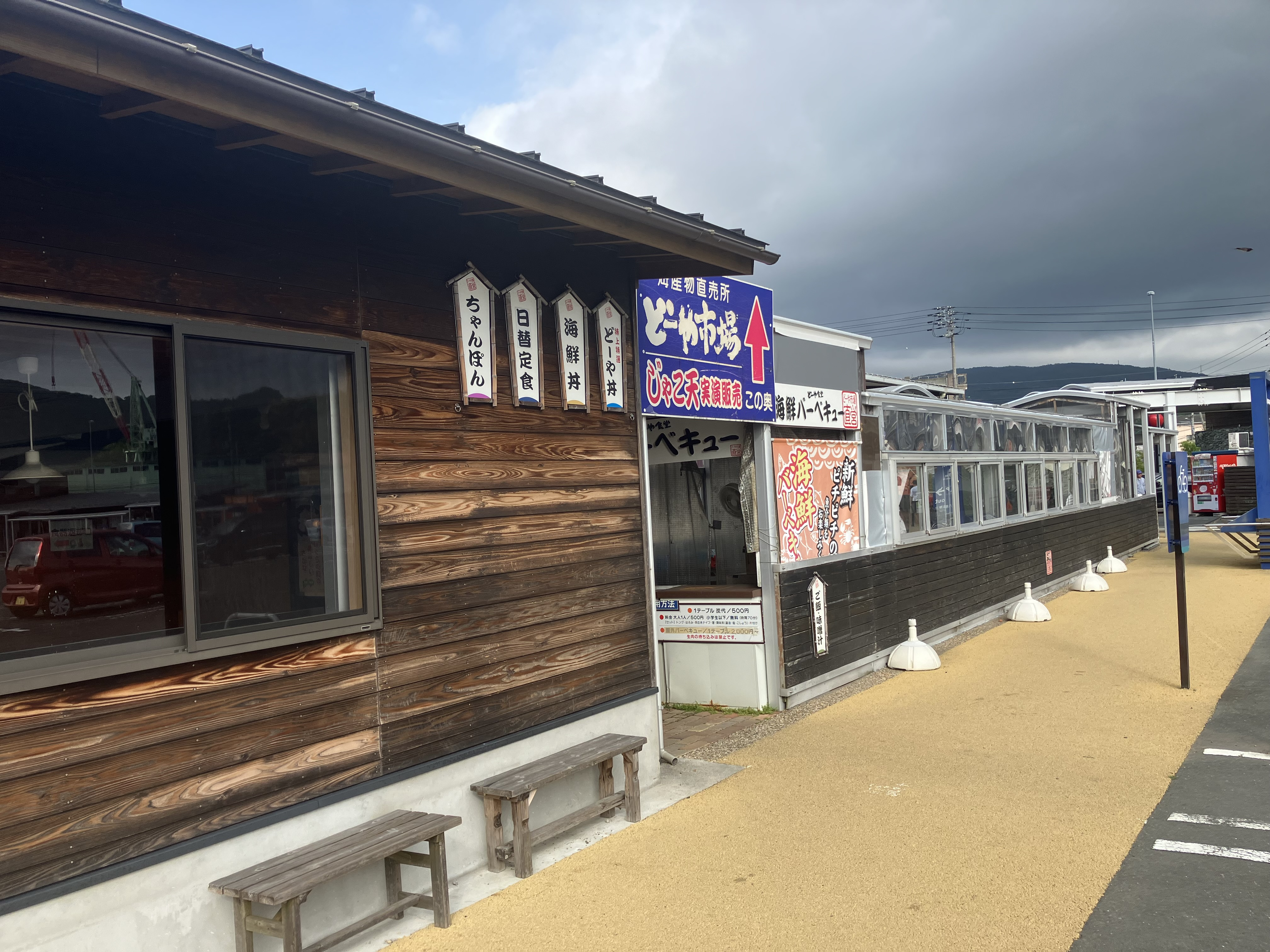
どーや市場（2025年5月）
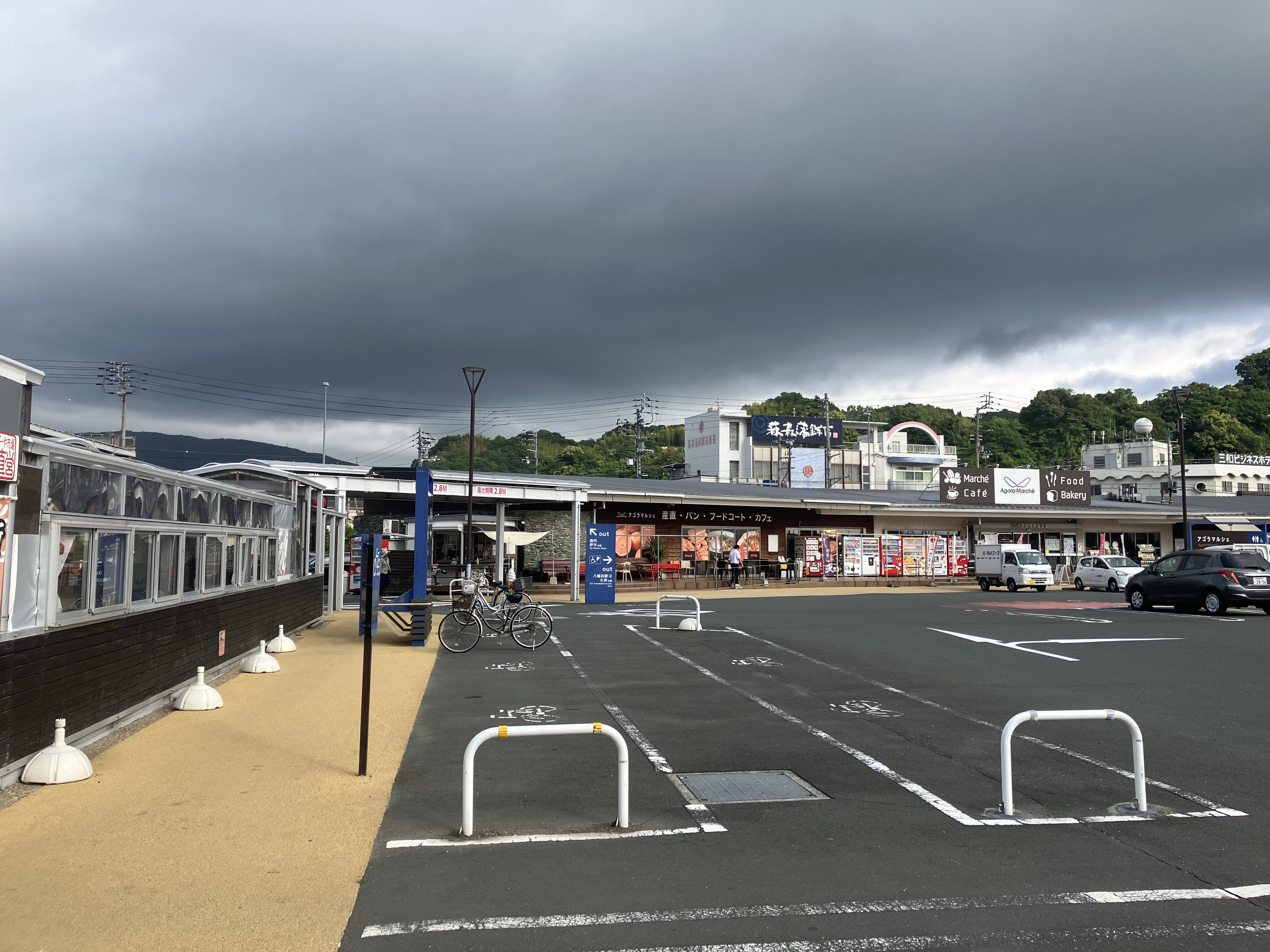
アゴラマルシェ（2025年5月）

## 休館日
みなと交流館は年末年始休業。その他の施設は年中無休。

## アクセス
- 愛媛県道27号八幡浜港線 - 登録路線
  - 愛媛県道250号舌間八幡浜線

## 周辺
- おさかな牧場
- 八幡浜港（別府港、臼杵港など九州方面航路のりば）